# Massacre de Kha Maung Seik
Le massacre de Kha Maung Seik survient le 25 août 2017 lorsque des villages hindous d'un groupe connu sous le nom de Kha Maung Seik, dans le district de Maungdaw, au nord de l'État de Rakhine, en Birmanie, sont attaqués et 99 villageois hindous bengalis (en) sont massacrés par des insurgés musulmans de l'Armée du salut des Rohingya de l'Arakan (ARSA). Un mois plus tard, l'armée birmane découvre des fosses communes contenant les corps de 45 hindous, dont la plupart sont des femmes et des enfants,.
Les autorités birmanes et les enquêteurs internationaux imputent ces décès à l'ARSA, qui nie toute responsabilité et rejette le rapport d'Amnesty,.